# Naucoria badia
Naucoria badia är en svampart som beskrevs av Murrill 1917. Naucoria badia ingår i släktet skrälingar och familjen Strophariaceae.   Inga underarter finns listade i Catalogue of Life.